# Jennifer Veal

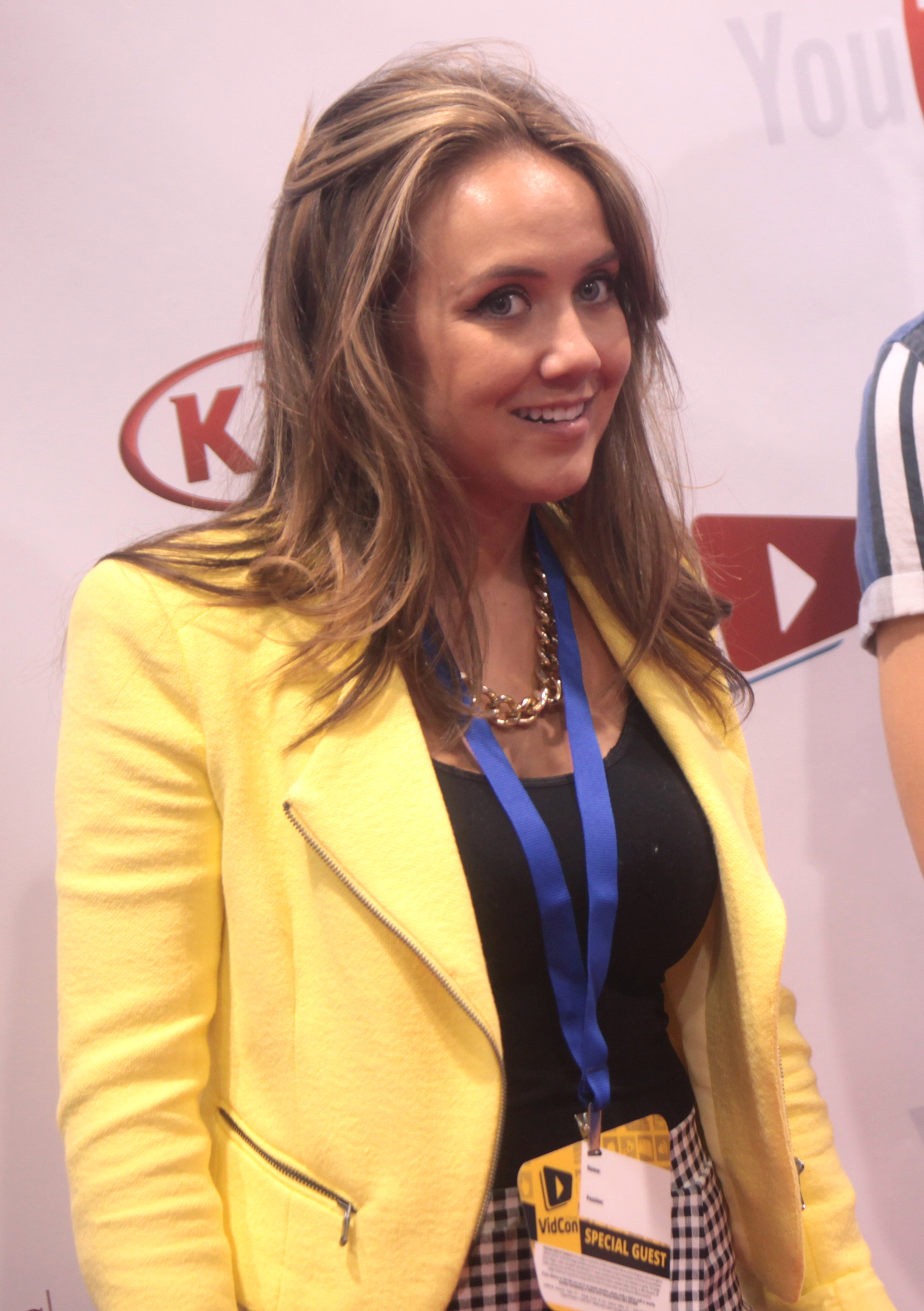
Jennifer Veal (2014)

Jennifer Veal (* 7. September 1991 in Coventry) ist eine englische Schauspielerin. Sie wurde bekannt durch ihre Rolle als Nanny Agatha in der von Disney Channel produzierten Sitcom Jessie.
Bereits als Fünfjährige begann Jennifer Veal zu tanzen und im Alter von zehn Jahren spielte sie im Warwick Arts Centre in Coventry die Rolle der Baby June im Musical Gypsy. Ein Jahr darauf gab sie ihr Debüt am London Palladium, in dem Musical Chitty Chitty Bang Bang, an der Seite von Michael Ball und Wayne Sleep, bevor ihr mit zwölf ein Platz an der Londoner Sylvia Young Theatre School angeboten wurde.
Jennifer Veal arbeitete unter anderem mit Elton John und Tim Healy (Billy Elliot) sowie der Gruppe Il Divo (Royal Variety Performance, 2005) zusammen. Ihre Filmkarriere begann sie im Jahr 2007 als Lucy in der englischen Disney-Channel-Fernsehproduktion As the Bell Rings, in der sie in 20 Episoden mitspielte. Von 2012 bis 2015 trat sie als Kindermädchen Agatha und deren Zwillingsschwester Angela in der ebenfalls von Disney produzierten Sitcom Jessie auf. Auf YouTube unterhält sie seit 2012 den Kanal „jenniferveal28“, auf dem sie selbsterstellte Comedy-Videos präsentiert. Sie ist befreundet mit dem Autor, Regisseur und Schauspieler Lucas Cruikshank, mit dem sie ebenfalls auf YouTube zusammenarbeitet.

## Filmografie (Auswahl)
- 2007: Holi Hana (Fernsehserie, Folge Methu a Hedfan, Stimme)
- 2007–2009: As the Bell Rings (Fernsehserie, 20 Folgen)
- 2012–2013: Jessie (Fernsehserie, 4 Folgen)
- 2012: Victorious (Fernsehserie, Folge Tori Goes Plantinum)
- 2016–2017: This Just In (Fernsehserie, 10 Folgen)
- 2019: Hand of the Demon
- 2019: Evil Touch (Fernsehserie, 2 Folgen)

## Auszeichnungen
- Nominiert für den Young Artist Awards 2013 in der Kategorie „Beste Gastdarstellerin in einer Fernsehserie – zwischen 17 und 21 Jahren“ für ihre Rolle in Victorious.